# Membrane céramique
Une membrane céramique est une membrane artificielle fabriquée avec des matières inorganiques non métalliques. Comme toutes les membranes, elle permet l’arrêt ou le passage sélectif de certaines substances entre les deux milieux qu’elle sépare.

## Composition
La majorité des membranes céramiques sont composées d’oxydes métalliques tel que l'alumine (Al2O3), le dioxyde de titane (TiO2) ou le dioxyde de zirconium (ZrO2).
D’autres membranes céramiques sont composées de carbure de silicium (SiC). Le carbure de silicium demande une température de frittage supérieure à celle des oxydes.

## Morphologie et utilisation
Comme les membranes polymères, les membranes céramiques peuvent être denses ou poreuses.
Les membranes denses sont surtout utilisées pour la séparation des gaz comme la séparation du dioxygène de l’air ou la séparation du dihydrogène d’un mélange.
Les membranes poreuses sont surtout utilisées en diffusion gazeuse, en microfiltration et en nanofiltration. Elles peuvent être fabriquées à partir de solides amorphes ou cristallins.

## Fabrication
Les membranes céramiques peuvent être produites à haute température ou à température ambiante.
À hautes températures, le procédé de frittage est le plus utilisé, il consiste à réaliser un dépôt sous pression et à chauffer les matériaux dans des autoclaves.
À température ambiante, le procédé utilisé est le procédé sol-gel.

## Propriétés
En comparaison avec les membranes polymères qui sont les plus utilisées au niveau industriel, les membranes céramiques ont l'avantage de pouvoir être utilisées dans des conditions extrêmes :
- chimiques (réaction chimique, gonflement[3]) : solvants organiques et pH extrêmes ;
- de hautes pressions et de hautes températures ;
- microbiennes.

Leurs limites sont liées à leur difficulté de synthèse et aux coûts élevés pour les produire :
- sans défaut ou discontinuité (synonyme de fracture…) ;
- avec une distribution étroite de la taille des pores.